# Deckssprung

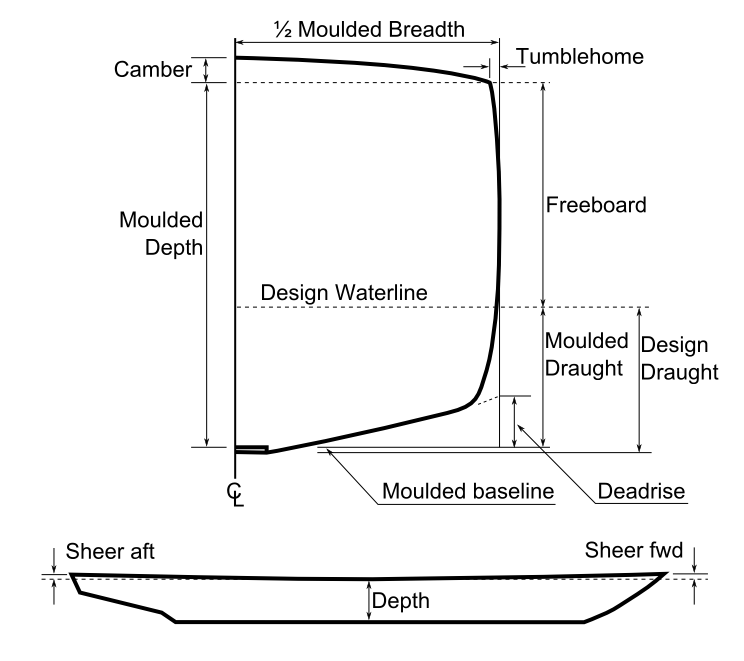
Die untere Skizze zeigt einen positiven Deckssprung: Heck und Bug sind höher als die Schiffsmitte

Der Deckssprung (gelegentlich auch Decksprung oder nur Sprung) bezeichnet den – in Schiffslängsrichtung, von der Seite betrachtet – gekrümmten Verlauf des Oberdecks von Schiffen und Yachten.

## Fälle
Es wird zwischen drei Fällen unterschieden:
- Verläuft die Deckslinie konkav, das heißt liegen Bug und Heck höher als das Mittelteil, wird dies als positiver Sprung bezeichnet.
- Verläuft die Deckslinie konvex, das heißt liegen Bug und Heck tiefer als das Mittelteil, wird dies als negativer Sprung bezeichnet.
- Verläuft die Deckslinie waagerecht, das heißt liegen Bug und Heck auf gleicher Höhe mit dem Mittelteil, so besitzt das Deck keinen Sprung.

Ein positiver Deckssprung wird u. a. zur Erhöhung der Seetüchtigkeit eingesetzt. Ein starker positiver Deckssprung ist außerdem ein Ausdruck für klassische Linien insbesondere im Segelyachtbau.

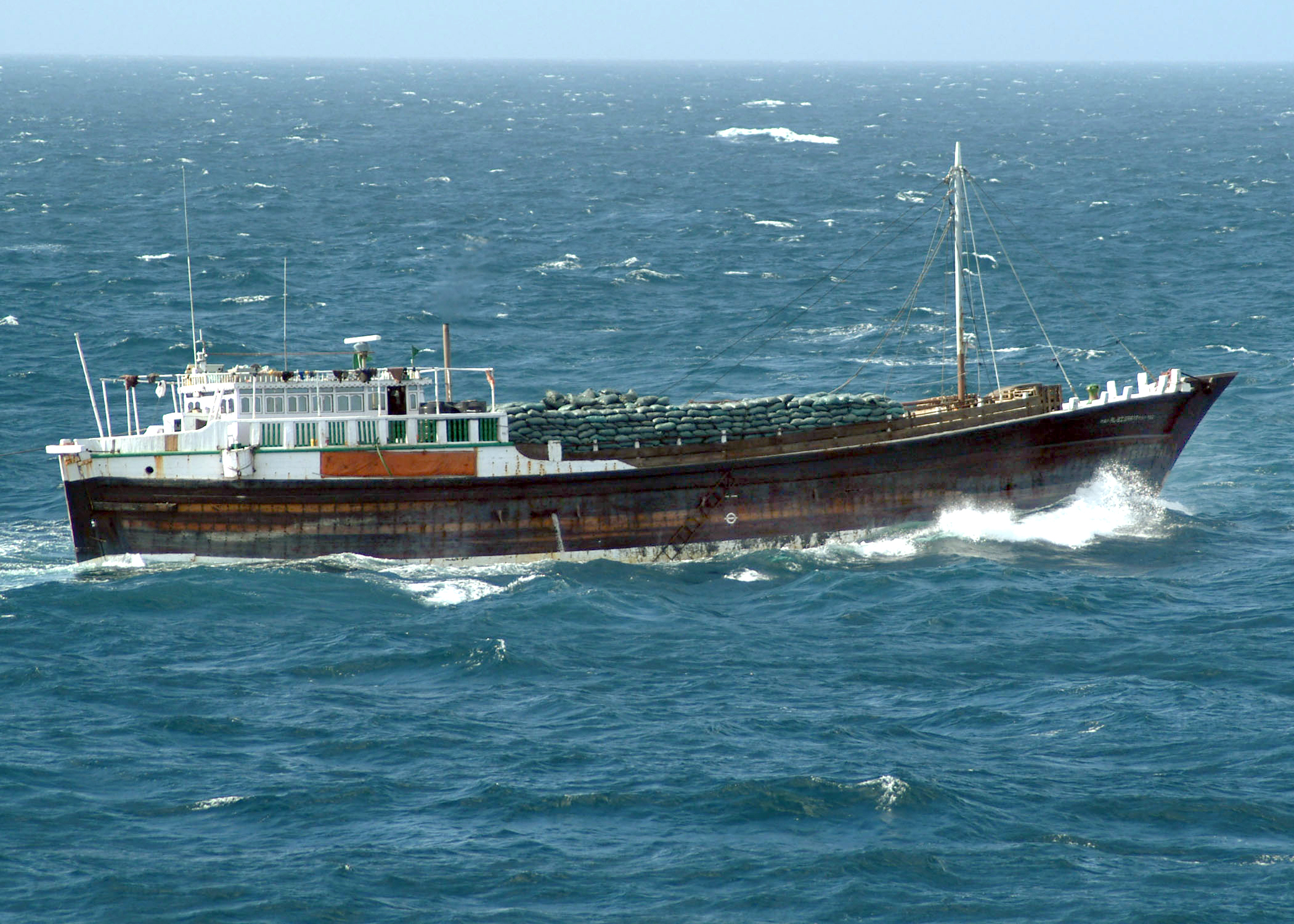
Positiver Decksprung bei einer Dau
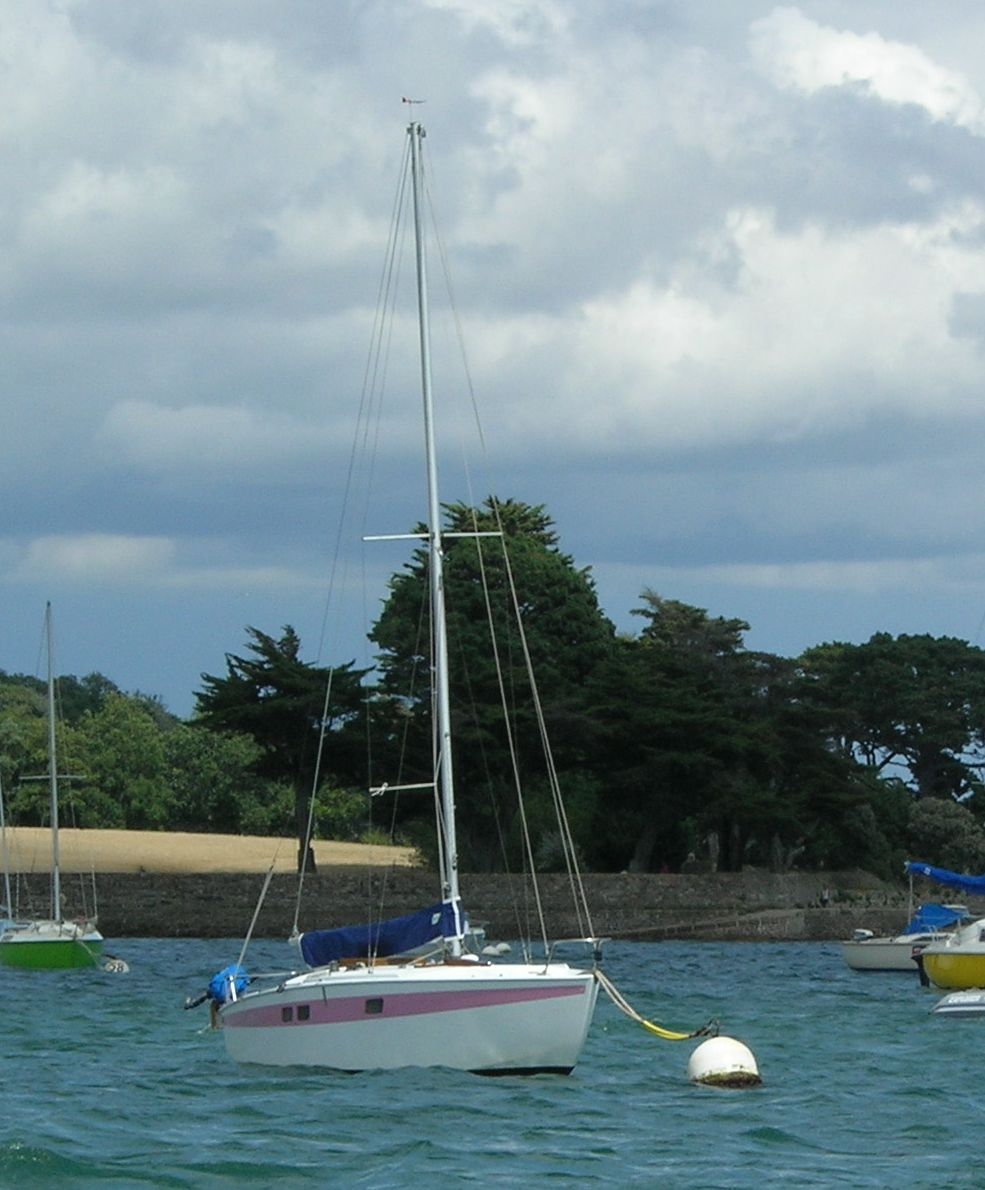
Negativer Decksprung bei einem Segelboot
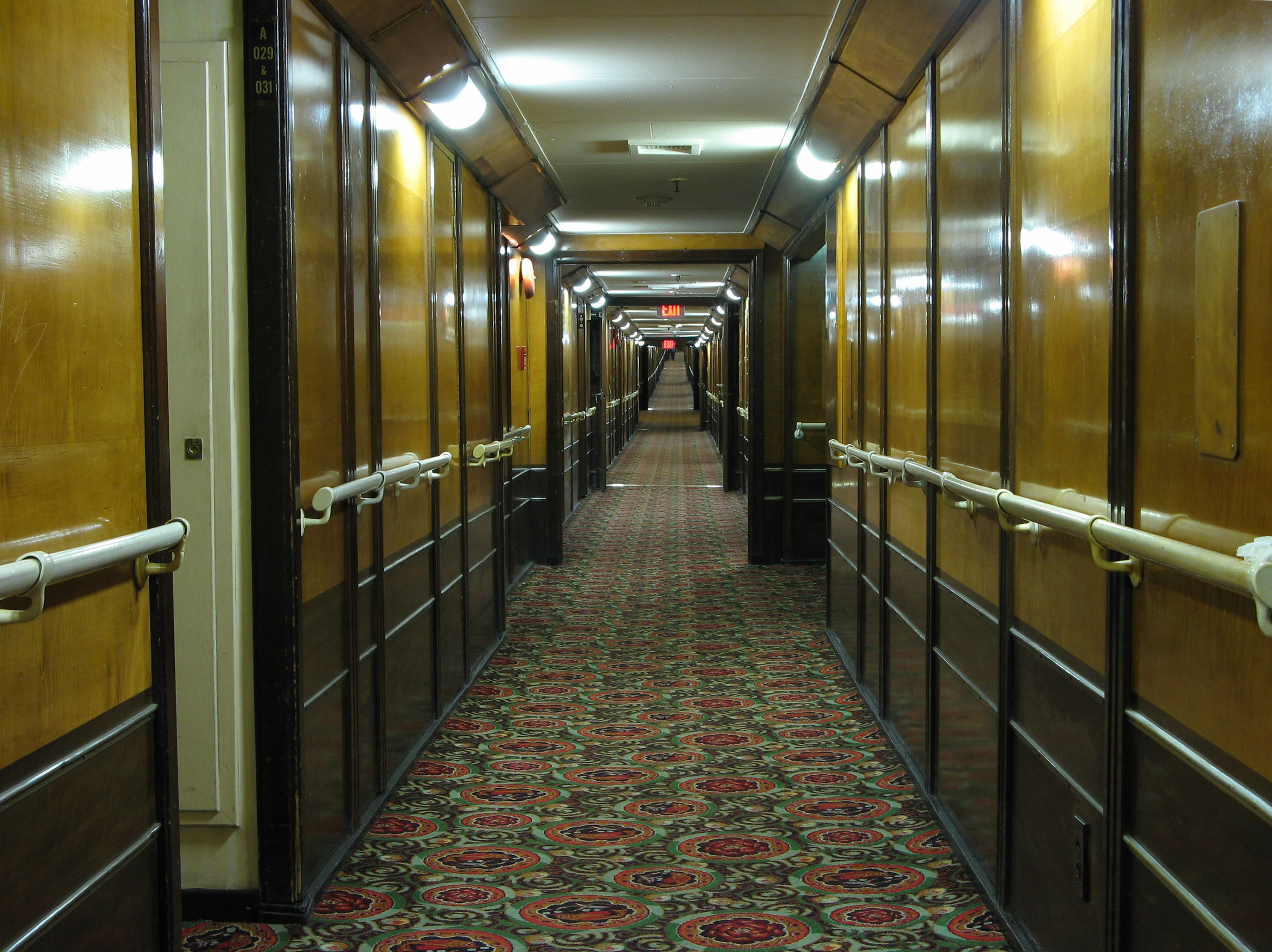
Sprung der Queen Mary